# Brodriguesia santosii
Brodriguesia santosii ist ein Baum aus der Unterfamilie der Johannisbrotgewächse, in der Familie der  Hülsenfrüchtler. Es ist die einzige Art der Gattung Brodriguesia und sie kommt nur in Ost-Brasilien im Bundesstaat Bahia vor. Die Art ist gefährdet und der Bestand ist stark zurückgegangen.

## Beschreibung
Brodriguesia santosii wächst als kleinerer, immergrüner Baum und wird bis etwa 20 Meter oder mehr hoch. Der Stamm wird bis zu 80 Zentimeter dick. Die wechselständigen und kurz gestielten Laubblätter sind paarig gefiedert mit wenigen (4–6) und fast sitzenden, leicht ledrigen und eiförmigen bis elliptischen Blättchen. Die kurzen Blättchenstiele sind verdreht. Die Blätter sind bis 6,5 Zentimeter lang, die ganzrangigen, kahlen und abgerundeten bis zugespitzten Blättchen bis 6,5–8,5 Zentimeter. Die Mittelader der gefiederten Nervatur ist mehr oder weniger leicht hervortretend. Es sind Nebenblätter vorhanden.
Die end- oder achselständigen Blütenstände sind rispig und bis etwa 10 Zentimeter lang. Die vier- bis fünfzähligen und gestielten, kleinen Blüten sind zwittrig mit doppelter Blütenhülle. Es sind bei den Blüten und den Blütenständen abfallende Deckblätter vorhanden. Der grünlich-gelbe Kelch ist vierteilig, die gelbliche Corolla ist fünfteilig, sie sitzen an einem haarigen, trichterförmigen, kurz gestielten und grünen Blütenbecher. Die elliptischen Kelchblätter sind innen und außen behaart, die in einen kurzen Nagel und eine größere elliptische Platte gegliederten, mehr oder weniger spitzen Petalen sind frei und innseitig behaart. Die Kelch- und Blütenblätter sind dachziegelig angeordnet. Die sehr langen, fädigen 10 Staubblätter sind basal kurz verwachsen. Der längliche, mittel- bis (unterständige) Fruchtknoten ist gestielt mit einem sehr langen, dünnen Griffel mit kleiner, kopfiger Narbe.
Die flachen, matt-bräunlichen und glatten, leicht ledrigen, etwas geaderten Hülsenfrüchte sind relativ gerade und elliptisch. Sie sind bis 6,5 (13) Zentimeter lang und bis 1,3 (6,5) Zentimeter breit und etwas gesprenkelt, sowie teils bespitzt. Die bis zu 3 schwärzlichen, matten und abgeflachten, elliptischen Samen besitzen einen sehr kleinen und rötlichen Arillus um das Hilum herum, sie sind bis etwa 2,5 Zentimeter groß.

## Systematik
Die Erstbeschreibung der Gattung Brodriguesia und der Art Brodriguesia santosii erfolgt 1981 durch Richard Sumner Cowan in Brittonia; a Series of Botanical Papers Band 33, Seite 9. Der Gattungsname ehrt den brasilianischen Botaniker João Barbosa Rodrigues (1842–1909).